# Чиглинцев, Евгений Александрович
Евге́ний Алекса́ндрович Чигли́нцев (30 декабря 1955 года, г. Советская Гавань, Хабаровский край, СССР — 1 апреля 2021 года, Казань) — советский и российский историк-антиковед. Доктор исторических наук, доцент. Профессор и заведующий кафедрой всеобщей истории Казанского университета.

## Биография
Родился 30 декабря 1955 года в городе в Советская Гавань, что в Хабаровском крае. Из семьи врачей.
В 1973 году окончил среднюю школу № 96 г. Казани.
В 1973—78 гг. учился на отделении истории историко-филологического факультета Казанского университета, который окончил. Будучи студентом принимал активное участие в комсомольской, в последующие годы — партийной работе на факультете.
В 1978—81 гг. проходил обучение в аспирантуре по кафедре всеобщей истории КГУ. В 1981 году там же под научным руководством А. С. Шофмана защитил диссертацию на соискание учёной степени кандидата исторических наук по теме «Анри Валлон и его концепция античного рабства» (специальность 07.00.09. — историография, источниковедение и методы исторического исследования).
С 1981 года на преподавательской работе в КГУ: ассистент (1981—86), старший преподаватель (1986—88), доцент (с 1988) кафедры всеобщей истории (с 1991 г. — кафедры истории древнего мира и средних веков). В 1990 году присвоено учёное звание доцента. В 1982—86 гг. — заместитель декана исторического факультета КГУ по вечернему и заочному отделениям. В 1996—2005 гг. — заведующий отделом непрерывного образования (ОНО) КГУ. В 2001—02 гг. — исполняющий обязанности заведующего, с 2002 г. — заведующий кафедрой истории древнего мира и средних веков КГУ (в 2007 г. был переизбран на 2-й срок), с 2013 г. — кафедрой всеобщей истории Института международных отношений, истории и востоковедения.
В 2005—2010 гг. — декан исторического факультета КГУ.
В 2009 году в Казанском государственно университете культуры и искусств защитил диссертацию на соискание учёной степени доктора исторических наук по теме «Рецепция античности в конце XIX — начале XXI вв.: теоретико-методологические основы и культурно-исторические практики» (специальность 24.00.01 — теория и история культуры). официальные оппоненты — доктор исторических наук, профессор Г. И. Зверева, доктор исторических наук, профессор С. Г. Карпюк и доктор культурологи, профессор Г. Е. Шкалина. Ведущая организация — Санкт-Петербургский государственный университет.
После смерти профессора В. Д. Жигунина в 2001 г. Е. А. Чиглинцев возглавил научный семинар «Античный понедельник», в рамках которого организовано становление молодых исследователей-антиковедов начиная с первого курса и до защиты кандидатских и докторских диссертаций. В 1982—86 и 2001—05 гг. член, с 2005 г. председатель Ученого совета исторического факультета КГУ. В 2005 г. возглавил совместный проект Казанского и Рутгерского университетов «Построение демократии в мультиэтническом обществе».
Скончался 1 апреля 2021 года в Казани в возрасте 65 лет. Прощание прошло 4 апреля в мраморном зале 2-го учебного корпуса университета, похоронен был на кладбище в Самосырово.

## Награды
- Почётный работник высшего профессионального образования Российской Федерации (4 ноября 2004 года)[9].

## Научная деятельность
- Е. А. Чиглинцев является автором трудов по историографии античного рабства. Его основные исследовательские выводы отражены в фундаментальной монографии «Античное рабство как историографическая проблема», изданной в 2000 г. и ставшей итогом более чем 20-летней работы автора над проблематикой отечественной и зарубежной историографии античного рабства.
- С середины 1990-х гг. Евгений Александрович сосредоточился на изучении рецепции античного наследия в российской и европейской культуре нового и новейшего времени. Работы Е. А. Чиглинцева по этой актуальной междисциплинарной проблеме были опубликованы в ВАКовских научных журналах Российской ассоциации антиковедов и Российского общества интеллектуальной истории и заложили фундамент для создания соответствующей научной школы на базе исторического факультета КГУ.
- Под руководством Евгения Александровича защитили диссертации 5 кандидатов исторических наук. С 2001 г. он был руководителем семи грантов Института «Открытое общество», в рамках которых происходило финансирование различных видов деятельности факультета, в том числе проведения нескольких научных конференций, рабочих встреч по учебно-методическим вопросам, а также публикации монографий и учебных пособий.
- Будучи редактором ряда сборников научных статей, членом редколлегии Поволжского антиковедческого журнала «Antiquitas Aeterna», Е. А. Чиглинцев имеет тесные контакты с антиковедами Москвы, Саратова, Омска, Нижнего Новгорода и других городов России, а также с коллегами из Харьковского (Украина), Центрально-Европейского (Будапешт, Венгрия), Гиссенского (Германия), Лювенского (Бельгия) университетов, университета Ратгерс (США), Каппадокийской высшей школы (Турция).
- Как активный участник грантов Европейского союза (Tempus/Tasis) по реорганизации управления в российских университетах — вошел в международный авторский коллектив первого учебного пособия по университетскому менеджменту в России «Развитие стратегического подхода к управлению в российских университетах» (Казань, 2001).

## Научные труды

### Монографии
- Чиглинцев Е. А., Герасимова Н. Ю. «Между рабством и свободой»: современной западной историография о месте рабов в социальной структуре античного общества Ойкумена мысли феномен А. Ф. Лосева . — Уфа, 1995.
- Чиглинцев Е. А. Античное рабство как историографическая проблема. — Казань: Мастер Лайн, 2000. — 136 с.
- Чиглинцев Е. А. Рецепция античности в культуре конца XIX — начала XXI вв. Казань: Изд-во Казанск. госуд. ун-та, 2009
- Чиглинцев Е. А. Рецепция античности в культуре конца XIX — начала ХХI вв. / изд. 2-е, переработанное и дополненное. — Казань: Изд-во Казан. ун-та, 2015. — 164 с.

главы в коллективных монографиях
- Рунг Э. В., Чиглинцев Е. А. Вместо заключения. Античные истоки патриотизма и предательства: предварительные итоги исследовательского проекта // Патриотизм и коллаборационизм в мировой истории / Под ред. Э. В. Рунга, Е. А. Чиглинцева, Д. В. Шмелёва. Казань: Изд-во Казанского университета, 2015. — 206 с. (C.197-203).
- Чиглинцев Е. А. Предисловие // Ахмадиев Ф. Н., Георгиев П. В. Афинская демократия и европейские революции: политические идеи в русской историографии всеобщей истории второй половины XIX — начала XX вв.: монография. Казань: Изд-во «Яз», 2016. С. 4-8.
- Чиглинцев Е. А., Шадрина Н. А. Раздел II глава 1: Взаимодействие арабо-мусульманской и европейской художественных традиций в искусстве // Межкультурный диалог в искусстве: теория и практика: монография / М. Г. Юнусова и др. — Казань: Изд-во «ЯЗ», 2016.— С. 73—82
- Чиглинцев Е. А., Мягков Г. П. Предисловие // Рим и Италия: историческое развитие в современных измерениях. — Казань: Изд-во «Яз», 2017. — С. 3-12. — 136 с.
- Чиглинцев Е. А. Образ Рима в творческом наследии О. Мандельштама // Рим и Италия: историческое развитие в современных измерениях. — Казань: Изд-во «Яз», 2017. — С. 110—124. — 136 с.

### Учебные пособия
- Чиглинцев Е. А., Малеваный А. М., Шофман А. С. Классовая борьба в древнем мире: Учебное пособие. — Казань: Изд-во Казан. ун-та, 1987. (Перевод на испанский: La lucha de clases en el mundo antiguo / Trad. de G.M.Estragues. — Universidad de Zaragoza, 1989.)
- Рунг Э. В., Чиглинцев Е. А., Габелко О. Л., Григер М. В., Ахмадиев Ф. Н. История древнего мира. Учебно-методическое пособие. — Казань: Казанский (Приволжский) федеральный университет, 2011. — 60 с.
- Чиглинцев Е. А. История Древнего мира. Методические указания для самостоятельной работы студентов по изучению Темы 2 «Общая характеристика Архаической Греции» из плана семинарских занятий по истории древней Греции и древнего Рима. — Казань, 2015. — 18 с.
- Чиглинцев Е. А. Консалтинг в сфере коллекционирования. Методические указания по изучению раздела «Тема 2. История коллекционирования. Меценатство и коллекционирование. Виды и типы коллекций». — Казань, 2015. — 23 с.
- Ахмадиев Ф. Н., Рунг Э. В., Чиглинцев Е. А. История первобытного общества. Учебное пособие. — Казань: Изд-во «ЯЗ», 2016. — 116 с.
- Востриков И. В., Рунг Э. В., Чиглинцев Е. А. История древнего мира. Учебное пособие. — Казань: Казанский федеральный университет, 2016. — 88 с.

### Статьи
на русском языке
- Чиглинцев Е. А. Историография античности в системе формирования историка (Из опыта Казанского университета) // Античность и современность. М.: АН СССР, 1991.
- Чиглинцев Е. А. Феномен вольноотпущенничества в изучении французской историографии // Среда. Личность. Общество. — М.: ИВИ АН СССР, 1992.
- Чиглинцев Е. А. Некоторые принципиальные вопросы методологии и методики школьного курса древней истории // Методология и методика изучения античного мира. — М.: ИВИ РАН, 1994.
- Чиглинцев Е. А., Сыченкова Л. А. Западно-европейская культура в исследованиях польских ученых России втор. пол. XIX — нач. XX вв. — Варшава: Изд-во Польской Академии наук, 1995.
- Чиглинцев Е. А. Биографии античных политических деятелей в российской общественной мысли конца XIX — начала XX вв. // Античный мир и его судьбы в последующие века. — М.: ИВИ РАН, 1996.
- Чиглинцев Е. А. Пьер де Кубертен: мечта об олимпийских идеалах // Античность: политика и культура. — Казань, 1998.
- Чиглинцев Е. А. История рабства в антиковедении XIX—XX вв.: социокультурный опыт наций и судьбы концепций // Античность: события и исследователи. — Казань, 1999.
- Чиглинцев Е. А. Биография историка в историографическом сочинении // Античность: эпоха и люди — Казань, 2000.
- Чиглинцев Е. А. Рецепция античного наследия в социокультурных условиях XIX—XX вв. // Диалог со временем. Альманах интеллектуальной истории. Вып. 4. Специальный выпуск: Преемственность и разрывы в интеллектуальной истории — М.: Эдиториал УРСС, 2001.
- Чиглинцев Е. А., Дружинина И. А. Наследие антиковедов Казанского университета в интеллектуальном и социальном контексте современности // Античность: общество и идеи / Сб. статей. — Казань, 2001.
- Чиглинцев Е. А. Спартак: герой без биографии? // Диалог со временем, № 8. — М., 2002.
- Чиглинцев Е. А. Античность и мы: механизмы рецепции культурного наследия // Культура исторической памяти / Материалы научной конференции (19-22 сентября 2001 года). — Петрозаводск, 2002.
- Чиглинцев Е. А. Рецепция античного культурного наследия в XIX—XX вв.: Методологические основания исследования // MNHMA. Сб. науч. трудов, посвященный памяти профессора Владимира Даниловича Жигунина. — Казань, 2002.
- Чиглинцев Е. А. Генрих Шлиман: сотворение героического мифа: о себе // Исторический ежегодник 2002—2003. — Омск, 2003.
- Чиглинцев Е. А. Рецепция культурного наследия как культурное взаимодействие // Историки в поисках новых смыслов. — Казань, 2003.
- Чиглинцев Е. А. Биографии эллинистических правителей в серии «Жизнь замечательных людей» // Antiquitas Aeterna Вып. I. Эллинистический мир: единство многообразия. Казань-Нижний Новгород-Саратов, 2005. С. 304—313.
- Чиглинцев Е. А. Рецепция античного наследия на рубеже XIX—XX вв.: от «классики» к «модерну» // Казанский университет как исследовательское и социокультурное пространство. Сб. научных статей и сообщений. Казань, 2005. С. 321—329.
- Георгиев П. В., Чиглинцев Е. А. Российские историки в поисках политического идеала: В. П. Бузескул и Р. Ю. Виппер об афинской демократии // Мир историка. Историографический сборник. Вып. 2. — Омск: Изд-во ОмГУ, 2006. — С. 316—325.
- Чиглинцев Е. А. Можно ли забыть Герострата" Образ разрушителя ради славы в социокультурном контексте XX в. // Проблемы антиковедения и медиевистики. Вып. 2: К 30-летию кафедры истории Древнего мира и Средних веков Нижегородского государственного университета им. Н. И. Лобачевского / Под ред. А. В. Махлаюка. Н. Новгород: ННГУ, Нижегородский гуманитарный центр, 2006. С. 166—180.
- Чиглинцев Е. А. Образ Цезаря в социокультурных условиях XX века. // Учёные записки Казанского государственного университета. Т. 148. Серия Гуманитарные науки. Кн. 4. Казань: Изд-во Казан. ун-та, 2006. С. 90-99.
- Чиглинцев Е. А. Феномен рабства в творчестве Т. Н. Грановского и в антиковедении его времени // Тимофей Николаевич Грановский: Идея всеобщей истории. Статьи. Тексты / Под ред. Л. П. Репиной. М.: ИВИ РАН, 2006. С.82-94.
- Чиглинцев Е. А. Рецепция как интерпретация: античный образ в иных социокультурных условиях // Проблемы истории, филологии, культуры. Вып. XVII. Москва-Магнитогорск-Новосибирск, 2007. С. 171—177.
- Мягков Г. П., Циунчук Р. А., Чиглинцев Е. А. Международная научная конференция: Имперские и национальные моделиуправления: российский и европейский опыт. [Обзор] // Вестник экономики, права и социологии. — Казань. — 2007. — № 2. — С. 122—126.
- Чиглинцев Е. А. Александрия Египетская как «место памяти» в культуре рубежа XIX—XX вв. // Мир Клио. Сб. статей в честь Лорины Петровны Репиной. Т. 2. М., 2007. С. 279—293.
- Чиглинцев Е. А. «Лебединая песня революции»": политическая актуализация античной истории в творчестве А.Блока после Октября 1917 г. // Мир историка. Историографический сб. Вып. 3. Омск, 2007. С. 95-106.
- Чиглинцев Е. А. Рецепция мифа об Александре Македонском в современном массовом сознании // Учёные записки Казанского государственного университета. Т. 150. Серия Гуманитарные науки. Книга 1. Казань, 2008. С. 54-64.
- Чиглинцев Е. А. Инновационный потенциал исторического образования // Проблема качества исторического образования в системе высшей школы: Сб. научных статей и сообщений. Казань: Изд-во Института истории АН РТ, 2008. С. 9-15.
- Чиглинцев Е. А., Габелко О. Л. Античное наследие в междисциплинарном контексте современного гуманитарного знания // Вестник древней истории. 2008. № 2. С. 206—211.
- Чиглинцев Е. А. Возрождение Олимпийских игр как социально-педагогический проект Пьера де Кубертена // Учёные записки Казанского государственного университета Т. 150. Серия Гуманитарные науки. Книга 3. Казань, 2008. С. 256—260.
- Чиглинцев Е. А. Константинос Кавафис: поэтическая концепция эллинской истории // Учёные записки Казанского государственного университета. Т. 151. Сер. Гуманитарные науки. Кн. 2. Ч. 1.Казань: Изд-во Казан. госуд. ун-та, 2009. С. 138—144.
- Чиглинцев Е. А. Античность в большевистской пропаганде первых послеоктябрьских десятилетий // Учёные записки Казанского государственного университета. Т. 151. Сер. Гуманитарные науки. Кн. 2. Ч. 2. Казань: Изд-во Казан. госуд. ун-та, 2009. С. 183—188.
- Чиглинцев Е. А. Рецепция античности как культурно-исторический концепт // Сообщество историков высшей школы России: научная практика и образовательная миссия: Сб. ст. М.: ИВИ РАН, 2009. С.41-47.
- Чиглинцев Е. А. «Шлиман античной хореографии»: античность в творчестве Айседоры Дункан // Диалог со временем. Альманах интеллектуальной истории. Вып. 30 .М.: КРАСАНД, 2009. С. 184—190.
- Чиглинцев Е. А. Образы персонажей эпохи эллинизма в современных социальных представлениях // Политика, идеология, историописание в римско-эллинистическом мире: материалы международной научной конференции, посвященной 100-летию со дня рождения профессора Фрэнка Уильяма Уолбанка (Казань, 9-11 декабря 2009 г.) Казань, 2009. С. 160—168.
- Чиглинцев Е. А. Меценатство как социокультурный феномен // Учёные записки Казанского государственного университета. Т. 151. Сер. Гуманитарные науки. Кн. 5. Ч. 2. Казань: Изд-во Казан. госуд. ун-та, 2009. С. 7-18.
- Чиглинцев Е. А. Историческое знание в диалоге культур как фактор стабильного развития поликультурного региона // Историческое образование в высшей школе: формирование специалиста и гражданина: материалы Всероссийской научно-практической конференции, Казань, 9-10 декабря 2010 г.: [доклады и сообщения]. Казань, 2010.С. 47-49.
- Ашаева А. В., Чиглинцев Е. А. Рецепция античности: актуальные исследовательские тенденции в современном зарубежном антиковедении (опыт историографического обзора) // Учёные записки Казанского университета. Серия Гуманитарные науки 2012. Том 154. Книга 3. С. 162—171.
- Чиглинцев Е. А. Рецепция античности как объект историографического исследования // Восток, Европа, Америка в древности. Вып. 2: Сборник научных трудов XVII Сергеевских чтений. М.: МГУ, 2012. С. 236—240.
- Чиглинцев Е. А. Рецепция античности в современной массовой культуре // Историческая наука и образование в условиях современных вызовов: Материалы международной научно-практической конференции, Казань, 22-23 ноября 2012 г. Казань: Изд-во Казан. ун-та, 2012. С. 96-99.
- Чиглинцев Е. А. Античность в современной культуре: теория и практика рецепции // Проблемы истории, филологии, культуры, 1 (35). Москва — Магнитогорск — Новосибирск, 2012. С. 371—377.
- Чиглинцев Е. А. «Омерос» = Гомер? История и эпос в творчестве Дерека Уолкотта // Учёные записки Казанского университета. Cерия Гуманитарные науки. — 2013. — Т. 155, кн. 3, ч. 1. — С. 272—279.
- Мягков Г. П., Чиглинцев Е. А. Б. Г. Могильницкий: «…отыскать возможность духовно-нравственного возрождения науки и всего общества». Памяти выдающегося учёного // Учёные записки Казанского университета. Cерия Гуманитарные науки. — 2014. — Т. 156, кн. 3. — С. 283—289.
- Чиглинцев Е. А. Античные истоки патриотических представлений в фашистской Италии // Учёные записки Казанского университета. Cерия Гуманитарные науки. — 2014. — Том 156, кн 3.- С. 185—191
- Чиглинцев Е. А. Фракиец Спартак — всеобщий символ борьбы за свободу // Трети международен конгрес по болгаристика, 23-26 май 2013 г. Секция «История и археология». Подсекция «Археология и стара история». Първо издание. София, 2014. С. 36-44.
- Чиглинцев Е. А. «Рецепция античности»: границы понятия в междисциплинарном контексте // Antiquitas Aeterna. № 4. 2014. — Нижний Новгород: Нижегородск. гос. ун-т им. Н. И. Лобачевского, 2014. С. 401—406
- Мягков Г. П., Чиглинцев Е. А. Единство в многообразии: изучение рецепции античности в университетах Поволжья // Университетское образование в полиэтничных регионах Поволжья (к 50-летию Чувашского государственного университета имени И. Н. Ульянова) : сборник статей / редкол.: О. Н. Широков, Т. Н. Иванова, И. А. Липатова, М. Н. Краснова. — Чебоксары: ЦНС «Интерактив плюс», 2015. — С. 171—177.
- Ахмадиев Ф. Н., Чиглинцев Е. А. В. П. Бузескул: русский патриот о национализме в германском антиковедении // Учёные записки Казанского университета. Cерия Гуманитарные науки. — 2015. — Т. 157, кн. 3. — С. 82-88.
- Ашаева А. В., Чиглинцев Е. А. Рецепция античности как метаморфоза «Пограничья» в польском интеллектуальном контексте второй половины ХХ — начала XXI в // Учёные записки Казанского университета. Cерия Гуманитарные науки. 2016, Т. 158, кн. 3. С. 862—873
- Рунг Э. В., Чиглинцев Е. А. Darius versus Xerxem: образы Дария I и Ксеркса в древнеперсидских текстах и в произведениях Эсхила и Геродота // Вестник древней истории. 2017. № 3. C. 696—719.
- Чиглинцев Е. А., Рунг Э. В. Рецепция образа Ксеркса в европейской культуре нового и новейшего времени // Диалог со временем. 2017. № 61. С. 88-100.

на других языках
- Ashaeva A. V., Chiglintsev E. A. Reception of ancient heritage in the United States at the turn of the XX—XXI centuries: (re) construction or mythologizing of ancient history? // International Journal of Humanities and Cultural Studies. Special Issue. July 2016. Р. 600—605.
- Chiglintsev E. A., Formation of the image of antiquity in the collective memory: Reception. Communication. Commemoration // Man in India. — 2017. — Vol. 97, Is.8. — P. 233—239.